# Komjatický park
Komjatický park je chráněný areál v katastrálním území obce Komjatice v okrese Nové Zámky v Nitranském kraji na Slovensku. Území bylo vyhlášeno v roce 1984 a jeho rozloha je 6,49 hektaru. Předmětem ochrany je historický park.